# Petits arrangements avec les morts
Petits Arrangements avec les morts je francouzský hraný film z roku 1994, který režíroval Pascale Ferran. Snímek měl světovou premiéru na Mezinárodním filmovém festivalu v Torontu dne 10. září 1994.

## Obsazení
| Didier Sandre       | Vincent         |
| Alexandre Zloto     | mladý Vincent   |
| Catherine Ferran    | Zaza            |
| Agathe De Chassey   | mladá Zaza      |
| Audrey Boitel       | Lili            |
| Charles Berling     | François        |
| Mathieu Robinot     | mladý François  |
| Didier Bezace       | René            |
| Nadia Barentin      | matka           |
| Jean Dautremay      | otec            |
| Guillaume Charras   | Jumbo           |
| Danièle Douet       | Jumbova matka   |
| Bruno Todeschini    | Jumbův otec     |
| Guillaume Raynal    | Bruno           |
| Dominique Constanza | Brunova matka   |
| Alain Pralon        | doktor Le Bihan |
| Emmanuelle Bach     | novinář         |
| Marc Betton         | doktor Zazy     |
| Jean Pélégri        | starý muž       |
| Muriel Mayette      | kolegyně Zazy   |

## Ocenění
- Zlatá kamera na filmovém festivalu v Cannes
- César: nominace v kategorii nejslibnější herec (Charles Berling)